# Paul Schafheitlin
Paul Schafheitlin (geboren am 29. Mai 1861 in Berlin; gestorben am 2. Oktober 1924 ebenda) war ein deutscher Mathematiker.

## Leben
Schafheitlin studierte von 1880 bis 1884 in Freiburg und Berlin. 1886 wurde er an der Universität Halle zum Dr. phil. promoviert. Er absolvierte seine Lehramtsprüfung 1884 in den Fächer Mathematik, Physik, Botanik, Zoologie. Danach folgte ein Probejahr und Tätigkeiten als Hilfslehrer an unterschiedlichen Gymnasien und Realschulen. 1889 wurde er ordentlicher Lehrer und 1892 Oberlehrer, Studienrat und Professor am Sophien-Realgymnasium in Berlin. Von 1905 bis 1908 war er Vorsitzender der Berliner Mathematischen Gesellschaft.
Nach seiner Habilitation 1920 war er Privatdozent für Geometrie an der Technischen Hochschule zu Berlin.
Schafheitlin entdeckte im Zuge seiner Forschungen zur Geschichte der Differentialrechnung das lateinische Manuskript von Johann I Bernoullis Lectiones de calculo differentialum (1691/92) in der Handschriftensammlung der Universitätsbibliothek Basel. Er brachte es 1924 ins Deutsche übersetzt und kommentiert heraus und konnte damit nachweisen, dass das erste Lehrbuch der Differentialrechnung des Marquis de L’Hospital von diesem nicht selbst entwickelt worden war, sondern auf Bernoullis Manuskript beruhte.
Sein Sohn war der Schauspieler Franz Schafheitlin.

## Schriften
- Ueber eine gewisse Klasse linearer Differential-Gleichungen. Phil. Diss. Halle 1886, Unger, Berlin 1885
- Über die Produkte der Lösungen homogener linearer Differentialgleichungen. Sophien-Realgymnasium Berlin, Schulprogramm 1894/95; Gaertner, Berlin 1895
- Einige Sätze der elementaren Raumlehre. Sophien-Realgymnasium Berlin, Schulprogramm 1900/01; Gaertner, Berlin 1901
- Synthetische Geometrie der Kegelschnitte für die Prima höherer Lehranstalten. Teubner, Leipzig [u. a.] 1907
- Die Theorie der Besselschen Funktionen. Teubner, Leipzig [u. a.] 1908
- Die Kegelschnitte für die Schule bearbeitet. Sophien-Realgymnasium Berlin, Schulprogramm 1911/12; Weidmann, Berlin 1912
- Johann I Bernoulli: Die Differentialrechnung von Johann Bernoulli aus dem Jahre 1691/92: nach der in der Basler Universitätsbibliothek befindlichen Handschrift. Übersetzt, mit einem Vorwort und Anmerkungen versehen von Paul Schafheitlin; Ostwald’s Klassiker der exakten Wissenschaften 211; Akad. Verl.-Ges., Leipzig 1924 (Vorwort online).